# Niphargus smirnovi
Niphargus smirnovi is een vlokreeftensoort uit de familie van de Niphargidae. De wetenschappelijke naam van de soort is voor het eerst geldig gepubliceerd in 1952 door Birstein.